# Jaroslav Kaňkovský
Jaroslav Kaňkovský (3. července 1944 – 3. června 2014) byl český herec, moderátor a dabér. Pocházel z herecké rodiny. Daboval krimiseriál Kobra 11, kde namluvil úvodní předmluvu a hlas propůjčil Gottfriedu Vollmerovi (v seriálu hrál postavu Dietera Bonratha) či namluvil Mrzouta ze Šmoulů. Jeho manželkou byla herečka Vlasta Peterková.

## Herecká filmografie
- Doktor a běsi (1966)
- Dispečer (TV seriál) (1971–1972)
- Jana Eyrová (TV seriál) (1972)
- Slovácko sa nesúdí (TV seriál) (1974)
- Julius a Ethel (1978)
- Plechová kavalerie (TV seriál) (1979)
- Žárlivec (1983)
- Sen noci svatojanské (divadelní záznam) (1984)
- Komedie s růžemi (1984)
- Růže pro Algernon (1987)
- Přísahám a slibuji (TV seriál) (1990)
- Z pekla štěstí 2 (2001)
- Kameňák 2 (2004)
- Černá sanitka (TV seriál) (2008)
- Bathory (2008)

## Dabing[4]
- Tucet špinavců (Film) (1967) – Joseph Wladislaw (2. dabing (ČT, Prima, Nova, DVD))
- Hodný, zlý a ošklivý (film) (1966) - Krásnoočko (Angel Eyes)

- Šmoulové (TV seriál) (1981 – 1989) – Mrzout, Bahňák, Nemesis a více rolí
- Past
- Past na kočky (Film) (1986) – Grabowski
- Slídilové (Film) (1992) – Cosmo (1. dabing (Studio Dabing AB Barrandov)) a Donald Crease (2. dabing (Studio Interval, Premiéra TV a.s., Prima))
- Kobra 11 (TV seriál) (1996 – současnost) – Dieter Bonrath a úvodní předmluva
- Městečko South Park (TV seriál) (1997 – současnost) – pan Garrison, Kenny McCormick, Randy Marsh, úvodní komentář a závěrečné titulky
- Moulin Rouge (Film) (2002) – Vévoda
- Ztraceni (TV seriál) (2004 - 2010) – Dieter Bonrath
- Team America: Světovej policajt (Film) (2005) – Kim Jong Il
- Piráti z Karibiku: Truhla mrtvého muže  (film) (2006) - Davy Jones
- Pirati z karibiku: Na konci světa (film) (2007) - Davy Jones